# Florian Feik
Florian Feik (* 29. Juli 1989 in Korneuburg) ist ein österreichischer Theater- und Filmschauspieler.

## Leben
Feik besuchte in jungen Jahren die Ballettschule der Wiener Staatsoper, studierte Modernen Tanz an der MUK Wien und Schauspiel an der München Film Akademie.

## Theater
- Theater am Kurfürstendamm „Alles muss Glänzen“ Regie: Ilan Ronan
- Theater in der Josefstadt „Aus Liebe“ Regie: Herbert Föttinger
- Theater der Jugend, Emil und die Detektive, Fluch des David Ballinger Regie: Gerald Maria Bauer
- Theater an der Wien, Musical Elisabeth

## Filmografie
- 2014: Frühlingserwachen, Regie: Béla Baptiste
- 2014: Im weißen Rössl – Wehe Du singst!, Regie: Christian Theede
- 2015: CopStories, Regie: Barbara Eder
- 2016: Bier und Calippo, Regie: Paul Ploberger
- 2018: Alt, aber Polt Regie: Julian Pölsler
- 2018: SOKO Donau Regie: Holger Gimpel
- 2019: SOKO Kitzbühel – Durchtauchen, Regie: Rainer Hackstock
- 2019: Richard Löwenherz – Ein König in der Falle, Regie: Fritz Kalteis
- 2019: The Realist (Kurzfilm), Regie: Dave Moyle
- 2021: Blind ermittelt – Endstation Zentralfriedhof, Regie: Jano Ben Chaabane
- 2023: Schnell ermittelt – Heidi Hofreiter, Regie: Michi Riebl
- 2023: SOKO Linz – Erlösung (Fernsehserie)
- 2023: Letzter Saibling (Fernsehreihe)
- 2025: SOKO Donau/SOKO Wien – Blaulichtmilieu (Fernsehserie)